# Evangelina Rodríguez
Andrea Evangelina Rodríguez Perozo (San Rafael del Yuma, La Altagracia, República Dominicana,10 de noviembre de 1879- 1947) fue escritora y médica dominicana. Primera mujer dominicana que fue graduada en Medicina. Pionera del ensayo femenino dominicano.

## Biografía
Nació el 10 de noviembre de 1879 en San Rafael del Yuma, La Altagracia, República Dominicana. Hija natural de Felipa Perozo y de Ramón Rodríguez, un comerciante de la zona que era también oficial en el ejército de Pedro Santana.
Sus padres fallecieron cuando ella era una niña y su abuela paterna, Tomasina Suero de Rodríguez, se hizo cargo de ella.
En 1911 se convirtió en la primera mujer dominicana en graduarse  de medicina. Sin embargo, pese a haber sido la primera médica graduada en el país con una especialidad en Pediatría, Otorrinolaringología y Ginecología cursada en París (1920-1925), el régimen de Trujillo designó como primera maestra en Obstetricia a Consuelo Bernardino, debido a la influencia que ejercían en el gobierno sus hermanos, Minerva y Félix.
Además de su faceta como profesional médica, Evangelina Rodríguez fue también escritora. Pionera del ensayo femenino dominicano, publicó su primer libro, "Granos de polen" en 1915. Posteriormente colaboró en la revista "Fémina", dirigida por Petronila Angélica Gómez, quien imprimió sus poemas y algunos artículos de su autoría durante su estancia parisina. A su regreso de la capital francesa publicó un segundo volumen titulado "Le Guerisseur: Cuento Chino Bíblico Filosófico de Moral Social" cuyas fechas son desconocidas.
Su biógrafo Antonio Zaglul además indica que Rodríguez preparó el manuscrito de una novela titulada "Selene" en honor a su hija adoptiva, un manuscrito que no se conserva.
Sus biógrafos informan que por su oposición al régimen de Rafael Leónidas Trujillo y sus fuertes críticas al gobierno fue apresada, llevada a la Fortaleza México en San Pedro de Macorís y torturada. Después fue abandonada en un camino cerca del pueblo de Hato Mayor. En la última imagen de ella, se la ve  arrodillada con los brazos en cruz frente a la iglesia de la Altagracia vociferando en contra del régimen.
Falleció el 11 de enero de 1947 tras una agonía de varios días.
La prensa de la época apenas si se hizo eco de su defunción puesto que la dictadura de Trujillo la había marginado de la sociedad dominicana. Había sido excluida de congresos médicos, eliminada del Directorio y de la Síntesis Bibliográfica que incluía los nombres de sus colegas. La revista "Fémina"  le cerró sus puertas e incluso el doctor Moscoso Puello, su otro amigo de infancia y compañero de profesión.

## Aportes sociales
Los aportes sociales de Evangelina Rodríguez Perozo se refieren al área de salud pública, planificación familiar y educación sexual, además de su labor activa como escritora y defensora de los derechos de la mujer dominicana en todas las esferas sociales. 
- Organizó un servicio de obstetricia para exámenes pre y posnatales, y dio cursos de nivelación a las comadronas.
- Educó sobre planificación familiar, ideas muy avanzadas para aquellos tiempos.
- Recomendó la educación sexual en las escuelas y organizó el servicio de prevención de enfermedades venéreas.
- Abogó por la creación del Día del Niño, el desayuno escolar, zapato escolar, de la gota de leche y la fundación de  varias instituciones entre las que se destaca el Centro de protección a la infancia y a la maternidad.[8]

Su iniciativa social no solo se concentró en las injusticias sociales también en temas relacionados con el rol de la mujer en la sociedad y la discriminación de la que esta era víctima por ser de raza negra.

## Reconocimientos
- En República Dominicana la Clínica Profamilia lleva su nombre.[10]
- La universidad  INTEC también tiene el Centro de Salud Comunitaria Dra. Evangelina Rodríguez, que ofrece atención primaria en salud. Este centro está bajo la supervisión del Ministerio de Salud Pública dominicano.[11]
- En la Ciudad de Santo Domingo hay una calle que lleva el nombre de Andrea Evangelina Rodríguez, paralela a la Doctor Defilló, nace en la Leonor Feltz hasta la Catalina Fernadez de Pou, en el Residencial Anacaona.[12]